# Prodotti agroalimentari tradizionali lombardi
I prodotti agroalimentari tradizionali lombardi  riconosciuti dal ministero delle politiche agricole alimentari e forestali, su proposta della regione Lombardia sono i seguenti, aggiornati a dicembre 2007, data dell'ultima revisione dei P.A.T.:
| N.  | Definizione (dati ufficiali del Ministero delle politiche agricole alimentari e forestali)                                                                    | Cat.   | Settore                                                                                             | Regione |
| --- | --- | ------ | --------------------------------------------------------------------------------------------------- | ------- |
| 1   | Agnello di razza brianzola | P.A.T. | Carni (e frattaglie) fresche e loro preparazione                                                    |         |
| 2   | Bastardei | P.A.T. | Carni (e frattaglie) fresche e loro preparazione                                                    |         |
| 3   | Borzat | P.A.T. | Carni (e frattaglie) fresche e loro preparazione                                                    |         |
| 4   | Bresaola affumicata | P.A.T. | Carni (e frattaglie) fresche e loro preparazione                                                    |         |
| 5   | Bresaola di cavallo | P.A.T. | Carni (e frattaglie) fresche e loro preparazione                                                    |         |
| 6   | Cacciatori d'oca | P.A.T. | Carni (e frattaglie) fresche e loro preparazione                                                    |         |
| 7   | Capretto da latte pesante | P.A.T. | Carni (e frattaglie) fresche e loro preparazione                                                    |         |
| 8   | Carne secca | P.A.T. | Carni (e frattaglie) fresche e loro preparazione                                                    |         |
| 9   | Ciccioli | P.A.T. | Carni (e frattaglie) fresche e loro preparazione                                                    |         |
| 10  | Ciccioli d'oca | P.A.T. | Carni (e frattaglie) fresche e loro preparazione                                                    |         |
| 11  | Ciccioli mantovani | P.A.T. | Carni (e frattaglie) fresche e loro preparazione                                                    |         |
| 12  | Cotechino (bianco, cremonese vaniglia, della bergamasca, mantovano alla vaniglia, pavese)                                                                     | P.A.T. | Carni (e frattaglie) fresche e loro preparazione                                                    |         |
| 13  | Cuz | P.A.T. | Carni (e frattaglie) fresche e loro preparazione                                                    |         |
| 14  | Durelli d'oca | P.A.T. | Carni (e frattaglie) fresche e loro preparazione                                                    |         |
| 15  | Fegato d'oca grasso | P.A.T. | Carni (e frattaglie) fresche e loro preparazione                                                    |         |
| 16  | Grasso d'oca | P.A.T. | Carni (e frattaglie) fresche e loro preparazione                                                    |         |
| 17  | Greppole | P.A.T. | Carni (e frattaglie) fresche e loro preparazione                                                    |         |
| 18  | Luganega | P.A.T. | Carni (e frattaglie) fresche e loro preparazione                                                    |         |
| 19  | Luganega di cavallo | P.A.T. | Carni (e frattaglie) fresche e loro preparazione                                                    |         |
| 20  | Lughenia di passola | P.A.T. | Carni (e frattaglie) fresche e loro preparazione                                                    |         |
| 21  | Mortadella di fegato | P.A.T. | Carni (e frattaglie) fresche e loro preparazione                                                    |         |
| 22  | Mortadella di fegato al vin brulè | P.A.T. | Carni (e frattaglie) fresche e loro preparazione                                                    |         |
| 23  | Pancetta (con filetto, con pisteum, alla bergamasca, pavese)                                                                                                  | P.A.T. | Carni (e frattaglie) fresche e loro preparazione                                                    |         |
| 24  | Paté di fegato d'oca | P.A.T. | Carni (e frattaglie) fresche e loro preparazione                                                    |         |
| 25  | Petto d'oca stagionato | P.A.T. | Carni (e frattaglie) fresche e loro preparazione                                                    |         |
| 26  | Pisto | P.A.T. | Carni (e frattaglie) fresche e loro preparazione                                                    |         |
| 27  | Prosciuttini (della Valtellina, della Valtellina al pepe) | P.A.T. | Carni (e frattaglie) fresche e loro preparazione                                                    |         |
| 28  | Prosciuttino d'oca stagionato | P.A.T. | Carni (e frattaglie) fresche e loro preparazione                                                    |         |
| 29  | Prosciutto cotto | P.A.T. | Carni (e frattaglie) fresche e loro preparazione                                                    |         |
| 30  | Prosciutto crudo Marco d'Oggiono | P.A.T. | Carni (e frattaglie) fresche e loro preparazione                                                    |         |
| 31  | Prosciutto mantovano | P.A.T. | Carni (e frattaglie) fresche e loro preparazione                                                    |         |
| 32  | Quartini d'oca sotto grasso | P.A.T. | Carni (e frattaglie) fresche e loro preparazione                                                    |         |
| 33  | Salam casalin (salam casalin dei contadini mantovani) | P.A.T. | Carni (e frattaglie) fresche e loro preparazione                                                    |         |
| 34  | Salame con lingua | P.A.T. | Carni (e frattaglie) fresche e loro preparazione                                                    |         |
| 35  | Salame (cremonese, della bergamasca, di filzetta, di montisola, mantovano, Milano)                                                                            | P.A.T. | Carni (e frattaglie) fresche e loro preparazione                                                    |         |
| 36  | Salame da cuocere | P.A.T. | Carni (e frattaglie) fresche e loro preparazione                                                    |         |
| 37  | Salame di testa | P.A.T. | Carni (e frattaglie) fresche e loro preparazione                                                    |         |
| 38  | Salame pancettato | P.A.T. | Carni (e frattaglie) fresche e loro preparazione                                                    |         |
| 39  | Salame sotto grasso | P.A.T. | Carni (e frattaglie) fresche e loro preparazione                                                    |         |
| 40  | Salamelle di Mantova | P.A.T. | Carni (e frattaglie) fresche e loro preparazione                                                    |         |
| 41  | Salamina mista | P.A.T. | Carni (e frattaglie) fresche e loro preparazione                                                    |         |
| 42  | Salamini di capra | P.A.T. | Carni (e frattaglie) fresche e loro preparazione                                                    |         |
| 43  | Salamini di cavallo | P.A.T. | Carni (e frattaglie) fresche e loro preparazione                                                    |         |
| 44  | Salamini di cervo | P.A.T. | Carni (e frattaglie) fresche e loro preparazione                                                    |         |
| 45  | Salamini magri o maritati | P.A.T. | Carni (e frattaglie) fresche e loro preparazione                                                    |         |
| 46  | Salsiccia di castrato ovino | P.A.T. | Carni (e frattaglie) fresche e loro preparazione                                                    |         |
| 47  | Sanguinaccio o marzapane | P.A.T. | Carni (e frattaglie) fresche e loro preparazione                                                    |         |
| 48  | Slinzega di bovino | P.A.T. | Carni (e frattaglie) fresche e loro preparazione                                                    |         |
| 49  | Slinzega di cavallo | P.A.T. | Carni (e frattaglie) fresche e loro preparazione                                                    |         |
| 50  | Soppressata bresciana | P.A.T. | Carni (e frattaglie) fresche e loro preparazione                                                    |         |
| 51  | Verzini | P.A.T. | Carni (e frattaglie) fresche e loro preparazione                                                    |         |
| 52  | Violino | P.A.T. | Carni (e frattaglie) fresche e loro preparazione                                                    |         |
| 53  | Violino di capra | P.A.T. | Carni (e frattaglie) fresche e loro preparazione                                                    |         |
| 54  | Agrì di Valtorta | P.A.T. | Formaggi                                                                                            |         |
| 55  | Bagòss | P.A.T. | Formaggi                                                                                            |         |
| 56  | Bernardo | P.A.T. | Formaggi                                                                                            |         |
| 57  | Branzi | P.A.T. | Formaggi                                                                                            |         |
| 58  | Cadolet di capra | P.A.T. | Formaggi                                                                                            |         |
| 59  | Caprino a coagulazione lattica | P.A.T. | Formaggi                                                                                            |         |
| 60  | Caprino a coagulazione presamica | P.A.T. | Formaggi                                                                                            |         |
| 61  | Caprino vaccino | P.A.T. | Formaggi                                                                                            |         |
| 62  | Casatta di Corteno Golgi | P.A.T. | Formaggi                                                                                            |         |
| 63  | Casolet | P.A.T. | Formaggi                                                                                            |         |
| 64  | Casoretta | P.A.T. | Formaggi                                                                                            |         |
| 65  | Crescenza | P.A.T. | Formaggi                                                                                            |         |
| 66  | Fatulì | P.A.T. | Formaggi                                                                                            |         |
| 67  | Fiorone della Valsassina | P.A.T. | Formaggi                                                                                            |         |
| 68  | Fiurì o Fiurit | P.A.T. | Formaggi                                                                                            |         |
| 69  | Fontal | P.A.T. | Formaggi                                                                                            |         |
| 70  | Formaggella (della Val Brembana, della Val di Scalve, della Val Sabbia, della Val Seriana, della Val Trompia, della Val Camonica, di Menconico, di Tremosine) | P.A.T. | Formaggi                                                                                            |         |
| 71  | Formaggella del Luinese | P.A.T. | Formaggi                                                                                            |         |
| 72  | Formaggio d'Alpe grasso | P.A.T. | Formaggi                                                                                            |         |
| 73  | Formaggio d'Alpe misto | P.A.T. | Formaggi                                                                                            |         |
| 74  | Formaggio d'Alpe semigrasso | P.A.T. | Formaggi                                                                                            |         |
| 75  | Formaggio Val Seriana | P.A.T. | Formaggi                                                                                            |         |
| 76  | Formai de Livign | P.A.T. | Formaggi                                                                                            |         |
| 77  | Garda Tremosine | P.A.T. | Formaggi                                                                                            |         |
| 78  | Granone Lodigiano | P.A.T. | Formaggi                                                                                            |         |
| 79  | Italico | P.A.T. | Formaggi                                                                                            |         |
| 80  | Latteria | P.A.T. | Formaggi                                                                                            |         |
| 81  | Magnoca | P.A.T. | Formaggi                                                                                            |         |
| 82  | Magro | P.A.T. | Formaggi                                                                                            |         |
| 83  | Magro di latteria | P.A.T. | Formaggi                                                                                            |         |
| 84  | Magro di piatta | P.A.T. | Formaggi                                                                                            |         |
| 85  | Matusc | P.A.T. | Formaggi                                                                                            |         |
| 86  | Motelì | P.A.T. | Formaggi                                                                                            |         |
| 87  | Nisso | P.A.T. | Formaggi                                                                                            |         |
| 88  | Nostrano grasso | P.A.T. | Formaggi                                                                                            |         |
| 89  | Nostrano semigrasso | P.A.T. | Formaggi                                                                                            |         |
| 90  | Pannerone | P.A.T. | Formaggi                                                                                            |         |
| 91  | Robiola bresciana | P.A.T. | Formaggi                                                                                            |         |
| 92  | Robiola della Valsassina | P.A.T. | Formaggi                                                                                            |         |
| 93  | Salva | P.A.T. | Formaggi                                                                                            |         |
| 94  | Scimudin | P.A.T. | Formaggi                                                                                            |         |
| 95  | Semuda | P.A.T. | Formaggi                                                                                            |         |
| 96  | Silter | P.A.T. | Formaggi                                                                                            |         |
| 97  | Sta'el | P.A.T. | Formaggi                                                                                            |         |
| 98  | Stracchino (Bronzone, della Valsassina, orobico, tipico) | P.A.T. | Formaggi                                                                                            |         |
| 99  | Strachet | P.A.T. | Formaggi                                                                                            |         |
| 100 | Strachitunt | P.A.T. | Formaggi                                                                                            |         |
| 101 | Tombea | P.A.T. | Formaggi                                                                                            |         |
| 102 | Torta orobica | P.A.T. | Formaggi                                                                                            |         |
| 103 | Zincarlin | P.A.T. | Formaggi                                                                                            |         |
| 104 | Burro | P.A.T. | Grassi (burro, margarina, oli)                                                                      |         |
| 105 | Burro di montagna | P.A.T. | Grassi (burro, margarina, oli)                                                                      |         |
| 106 | Amarene d'Uschione | P.A.T. | Prodotti vegetali allo stato naturale o trasformati                                                 |         |
| 107 | Asparago (di Cilavegna, di Mezzago) | P.A.T. | Prodotti vegetali allo stato naturale o trasformati                                                 |         |
| 108 | Castagne secche | P.A.T. | Prodotti vegetali allo stato naturale o trasformati                                                 |         |
| 109 | Cipolla di Sermide, rossa | P.A.T. | Prodotti vegetali allo stato naturale o trasformati                                                 |         |
| 110 | Conserva senapata | P.A.T. | Prodotti vegetali allo stato naturale o trasformati                                                 |         |
| 111 | Cotognata | P.A.T. | Prodotti vegetali allo stato naturale o trasformati                                                 |         |
| 112 | Fagiolo borlotto di Gambolò (faso) | P.A.T. | Prodotti vegetali allo stato naturale o trasformati                                                 |         |
| 113 | Farina di grano saraceno | P.A.T. | Prodotti vegetali allo stato naturale o trasformati                                                 |         |
| 114 | Farina per polenta della bergamasca | P.A.T. | Prodotti vegetali allo stato naturale o trasformati                                                 |         |
| 115 | Marroni di Santa Croce | P.A.T. | Prodotti vegetali allo stato naturale o trasformati                                                 |         |
| 116 | Mele di Valtellina | P.A.T. | Prodotti vegetali allo stato naturale o trasformati                                                 |         |
| 117 | Melone (di Casteldidone, di Viadana) | P.A.T. | Prodotti vegetali allo stato naturale o trasformati                                                 |         |
| 118 | Mostarda di Cremona | P.A.T. | Prodotti vegetali allo stato naturale o trasformati                                                 |         |
| 119 | Mostarda di Mantova | P.A.T. | Prodotti vegetali allo stato naturale o trasformati                                                 |         |
| 120 | Patata di Campodolcino | P.A.T. | Prodotti vegetali allo stato naturale o trasformati                                                 |         |
| 121 | Pesche allo sciroppo del Lago di Monate, i perzic de Munà | P.A.T. | Prodotti vegetali allo stato naturale o trasformati                                                 |         |
| 122 | Radici di Soncino | P.A.T. | Prodotti vegetali allo stato naturale o trasformati                                                 |         |
| 123 | Riso | P.A.T. | Prodotti vegetali allo stato naturale o trasformati                                                 |         |
| 124 | Sugolo | P.A.T. | Prodotti vegetali allo stato naturale o trasformati                                                 |         |
| 125 | Tartufo (nero) | P.A.T. | Prodotti vegetali allo stato naturale o trasformati                                                 |         |
| 126 | Zucca | P.A.T. | Prodotti vegetali allo stato naturale o trasformati                                                 |         |
| 127 | Anello di Monaco | P.A.T. | Paste fresche e prodotti della panetteria, della biscotteria, della pasticceria e della confetteria |         |
| 128 | Amaretti di Gallarate | P.A.T. | Paste fresche e prodotti della panetteria, della biscotteria, della pasticceria e della confetteria |         |
| 129 | Baci del signore | P.A.T. | Paste fresche e prodotti della panetteria, della biscotteria, della pasticceria e della confetteria |         |
| 130 | Baci di Cremona | P.A.T. | Paste fresche e prodotti della panetteria, della biscotteria, della pasticceria e della confetteria |         |
| 131 | Bisciola | P.A.T. | Paste fresche e prodotti della panetteria, della biscotteria, della pasticceria e della confetteria |         |
| 132 | Biscotin de Prost | P.A.T. | Paste fresche e prodotti della panetteria, della biscotteria, della pasticceria e della confetteria |         |
| 133 | Brasadella (dolce) | P.A.T. | Paste fresche e prodotti della panetteria, della biscotteria, della pasticceria e della confetteria |         |
| 134 | Braschin | P.A.T. | Paste fresche e prodotti della panetteria, della biscotteria, della pasticceria e della confetteria |         |
| 135 | Brutti e buoni | P.A.T. | Paste fresche e prodotti della panetteria, della biscotteria, della pasticceria e della confetteria |         |
| 136 | Bunbunenn | P.A.T. | Paste fresche e prodotti della panetteria, della biscotteria, della pasticceria e della confetteria |         |
| 137 | Buscel di fich | P.A.T. | Paste fresche e prodotti della panetteria, della biscotteria, della pasticceria e della confetteria |         |
| 138 | Bussolano (di Soresina) | P.A.T. | Paste fresche e prodotti della panetteria, della biscotteria, della pasticceria e della confetteria |         |
| 139 | Capunsei | P.A.T. | Paste fresche e prodotti della panetteria, della biscotteria, della pasticceria e della confetteria |         |
| 140 | Carcent | P.A.T. | Paste fresche e prodotti della panetteria, della biscotteria, della pasticceria e della confetteria |         |
| 141 | Casoncelli della Bergamasca | P.A.T. | Paste fresche e prodotti della panetteria, della biscotteria, della pasticceria e della confetteria |         |
| 142 | Castagnaccio, patùna | P.A.T. | Paste fresche e prodotti della panetteria, della biscotteria, della pasticceria e della confetteria |         |
| 143 | Caviadini | P.A.T. | Paste fresche e prodotti della panetteria, della biscotteria, della pasticceria e della confetteria |         |
| 144 | Croccante | P.A.T. | Paste fresche e prodotti della panetteria, della biscotteria, della pasticceria e della confetteria |         |
| 145 | Cupeta | P.A.T. | Paste fresche e prodotti della panetteria, della biscotteria, della pasticceria e della confetteria |         |
| 146 | Focaccia di Gordona, fugaschia di Gordona | P.A.T. | Paste fresche e prodotti della panetteria, della biscotteria, della pasticceria e della confetteria |         |
| 147 | Frittella | P.A.T. | Paste fresche e prodotti della panetteria, della biscotteria, della pasticceria e della confetteria |         |
| 148 | Gnocchi di zucca | P.A.T. | Paste fresche e prodotti della panetteria, della biscotteria, della pasticceria e della confetteria |         |
| 149 | Graffioni | P.A.T. | Paste fresche e prodotti della panetteria, della biscotteria, della pasticceria e della confetteria |         |
| 150 | Grissini dolci | P.A.T. | Paste fresche e prodotti della panetteria, della biscotteria, della pasticceria e della confetteria |         |
| 151 | Marubini | P.A.T. | Paste fresche e prodotti della panetteria, della biscotteria, della pasticceria e della confetteria |         |
| 152 | Masigott | P.A.T. | Paste fresche e prodotti della panetteria, della biscotteria, della pasticceria e della confetteria |         |
| 153 | Meascia dolce o salata | P.A.T. | Paste fresche e prodotti della panetteria, della biscotteria, della pasticceria e della confetteria |         |
| 154 | Miccone | P.A.T. | Paste fresche e prodotti della panetteria, della biscotteria, della pasticceria e della confetteria |         |
| 155 | Nocciolini | P.A.T. | Paste fresche e prodotti della panetteria, della biscotteria, della pasticceria e della confetteria |         |
| 156 | Pan da cool | P.A.T. | Paste fresche e prodotti della panetteria, della biscotteria, della pasticceria e della confetteria |         |
| 157 | Pan di segale | P.A.T. | Paste fresche e prodotti della panetteria, della biscotteria, della pasticceria e della confetteria |         |
| 158 | Pan méino | P.A.T. | Paste fresche e prodotti della panetteria, della biscotteria, della pasticceria e della confetteria |         |
| 159 | Pane comune | P.A.T. | Paste fresche e prodotti della panetteria, della biscotteria, della pasticceria e della confetteria |         |
| 160 | Pane di pasta dura | P.A.T. | Paste fresche e prodotti della panetteria, della biscotteria, della pasticceria e della confetteria |         |
| 161 | Pane di riso | P.A.T. | Paste fresche e prodotti della panetteria, della biscotteria, della pasticceria e della confetteria |         |
| 162 | Pane di San Siro | P.A.T. | Paste fresche e prodotti della panetteria, della biscotteria, della pasticceria e della confetteria |         |
| 163 | Pane giallo | P.A.T. | Paste fresche e prodotti della panetteria, della biscotteria, della pasticceria e della confetteria |         |
| 164 | Pane mistura | P.A.T. | Paste fresche e prodotti della panetteria, della biscotteria, della pasticceria e della confetteria |         |
| 165 | Panettone di Milano | P.A.T. | Paste fresche e prodotti della panetteria, della biscotteria, della pasticceria e della confetteria |         |
| 166 | Panun | P.A.T. | Paste fresche e prodotti della panetteria, della biscotteria, della pasticceria e della confetteria |         |
| 167 | Pazientini | P.A.T. | Paste fresche e prodotti della panetteria, della biscotteria, della pasticceria e della confetteria |         |
| 168 | Pesce d'aprile | P.A.T. | Paste fresche e prodotti della panetteria, della biscotteria, della pasticceria e della confetteria |         |
| 169 | Pizzoccheri della Valtellina | P.A.T. | Paste fresche e prodotti della panetteria, della biscotteria, della pasticceria e della confetteria |         |
| 170 | Polenta e uccelli dolce | P.A.T. | Paste fresche e prodotti della panetteria, della biscotteria, della pasticceria e della confetteria |         |
| 171 | Resta | P.A.T. | Paste fresche e prodotti della panetteria, della biscotteria, della pasticceria e della confetteria |         |
| 172 | Ricciolino | P.A.T. | Paste fresche e prodotti della panetteria, della biscotteria, della pasticceria e della confetteria |         |
| 173 | Sbrisolona | P.A.T. | Paste fresche e prodotti della panetteria, della biscotteria, della pasticceria e della confetteria |         |
| 174 | Scarpinocc | P.A.T. | Paste fresche e prodotti della panetteria, della biscotteria, della pasticceria e della confetteria |         |
| 175 | Schiacciatina | P.A.T. | Paste fresche e prodotti della panetteria, della biscotteria, della pasticceria e della confetteria |         |
| 176 | Spongarda di Crema | P.A.T. | Paste fresche e prodotti della panetteria, della biscotteria, della pasticceria e della confetteria |         |
| 177 | Tirot | P.A.T. | Paste fresche e prodotti della panetteria, della biscotteria, della pasticceria e della confetteria |         |
| 178 | Torrone di Cremona | P.A.T. | Paste fresche e prodotti della panetteria, della biscotteria, della pasticceria e della confetteria |         |
| 179 | Torta bertolina | P.A.T. | Paste fresche e prodotti della panetteria, della biscotteria, della pasticceria e della confetteria |         |
| 180 | Torta del Donizetti | P.A.T. | Paste fresche e prodotti della panetteria, della biscotteria, della pasticceria e della confetteria |         |
| 181 | Torta del paradiso | P.A.T. | Paste fresche e prodotti della panetteria, della biscotteria, della pasticceria e della confetteria |         |
| 182 | Torta di fioretto | P.A.T. | Paste fresche e prodotti della panetteria, della biscotteria, della pasticceria e della confetteria |         |
| 183 | Torta di grano saraceno | P.A.T. | Paste fresche e prodotti della panetteria, della biscotteria, della pasticceria e della confetteria |         |
| 184 | Torta di latte | P.A.T. | Paste fresche e prodotti della panetteria, della biscotteria, della pasticceria e della confetteria |         |
| 185 | Torta di mandorle | P.A.T. | Paste fresche e prodotti della panetteria, della biscotteria, della pasticceria e della confetteria |         |
| 186 | Torta di San Biagio | P.A.T. | Paste fresche e prodotti della panetteria, della biscotteria, della pasticceria e della confetteria |         |
| 187 | Torta di tagliatelle | P.A.T. | Paste fresche e prodotti della panetteria, della biscotteria, della pasticceria e della confetteria |         |
| 188 | Torta mantovana | P.A.T. | Paste fresche e prodotti della panetteria, della biscotteria, della pasticceria e della confetteria |         |
| 189 | Tortelli cremaschi | P.A.T. | Paste fresche e prodotti della panetteria, della biscotteria, della pasticceria e della confetteria |         |
| 190 | Tortelli di zucca | P.A.T. | Paste fresche e prodotti della panetteria, della biscotteria, della pasticceria e della confetteria |         |
| 191 | Tortello Amaro di Castel Goffredo | P.A.T. | Paste fresche e prodotti della panetteria, della biscotteria, della pasticceria e della confetteria |         |
| 192 | Tortionata | P.A.T. | Paste fresche e prodotti della panetteria, della biscotteria, della pasticceria e della confetteria |         |
| 193 | Treccia d’oro di Crema | P.A.T. | Paste fresche e prodotti della panetteria, della biscotteria, della pasticceria e della confetteria |         |
| 194 | Turtèl sguasaròt | P.A.T. | Paste fresche e prodotti della panetteria, della biscotteria, della pasticceria e della confetteria |         |
| 195 | Ufela | P.A.T. | Paste fresche e prodotti della panetteria, della biscotteria, della pasticceria e della confetteria |         |
| 196 | Alborelle essiccate in salamoia | P.A.T. | Preparazioni di pesci, molluschi e crostacei e tecniche particolari di allevamento degli stessi     |         |
| 197 | Coregone | P.A.T. | Preparazioni di pesci, molluschi e crostacei e tecniche particolari di allevamento degli stessi     |         |
| 198 | Missoltini | P.A.T. | Preparazioni di pesci, molluschi e crostacei e tecniche particolari di allevamento degli stessi     |         |
| 199 | Pigo | P.A.T. | Preparazioni di pesci, molluschi e crostacei e tecniche particolari di allevamento degli stessi     |         |
| 200 | Mascarpin de la calza | P.A.T. | Prodotti di origine animale (miele, prodotti lattiero caseari di vario tipo escluso il burro)       |         |
| 201 | Mascarpone artigianale | P.A.T. | Prodotti di origine animale (miele, prodotti lattiero caseari di vario tipo escluso il burro)       |         |
| 202 | Miele | P.A.T. | Prodotti di origine animale (miele, prodotti lattiero caseari di vario tipo escluso il burro)       |         |
| 203 | Ricotta artigianale | P.A.T. | Prodotti di origine animale (miele, prodotti lattiero caseari di vario tipo escluso il burro)       |         |